# Hollinndagain
Hollinndagain – album koncertowy pochodzącej z Baltimore grupy Animal Collective, firmowany nazwą Avey Tare, Panda Bear and Geologist, wydany w 2002 przez wytwórnię St. Ives. Wydanych zostało jedynie 300 kopii; każda posiadająca unikalną, ręcznie zrobioną przez członków zespołu okładkę. Przez kilka lat wydanie było dostępne tylko w formie winylowej. 31 października 2006, własna wytwórnia grupy, Paw Tracks, wydała wznowienie zarówno w wersji winylowej jak i na CD. Chociaż Hollinndagain jest albumem koncertowym, większość fanów uważa, że jest on trzecim oficjalnym albumem grupy, ponieważ w dniu premiery zawierał same nowe materiały, z wyjątkiem "Lablakely Dress", który to utwór był już w "Danse Manatee".

## Lista utworów
| Strona pierwsza | Strona pierwsza   | Strona pierwsza |
| Nr              | Tytuł utworu      | Długość         |
| --------------- | ----------------- | --------------- |
| 1.              | „I See You Pan”   | 10:24           |
| 2.              | „Pride and Fight” | 11:24           |
|                 |                   | 21:48           |

| Strona druga | Strona druga               | Strona druga |
| Nr           | Tytuł utworu               | Długość      |
| ------------ | -------------------------- | ------------ |
| 1.           | „Forest Gospel”            | 4:23         |
| 2.           | „There's an Arrow”         | 3:04         |
| 3.           | „Lablakely Dress”          | 5:23         |
| 4.           | „Tell It to the Mountain”  | 4:37         |
| 5.           | „Pumpkin Gets a Snakebite” | 2:18         |
|              |                            | 19:45        |